# Автомагістраль A8 (Нідерланди)
Автомагістраль A8 — автострада в Нідерландах. Вона починається на перехресті з кільцевою автострадою Амстердам (автомагістраль A10) на розв’язці Coenplein і веде повз Oostzaan, розв’язку Zaandam і Zaandijk до кінцевої зупинки, яка знаходиться менше ніж за 10 кілометрів від її початку на Coenplein, поблизу Ассенделфта.

## Огляд
У 1970-х роках цю дорогу планувалося продовжити приблизно на 5 додаткових кілометрів у напрямку до автомагістралі A9, між розв'язкою Beverwijk і виїздом Heemskerk. Однак через зростання цін на нафту та затори, які вже були проблемою на A10 біля Coenplein, було вирішено не робити цього.

## N8
В даний час уздовж частин доріг N246 і N203 розміщені знаки з номером N8, щоб направляти автомобіліста від кінцевої зупинки автомагістралі A8 до виїзду Uitgeest з автомагістралі A9. Однак N8 не є частиною так званої Rijksweg 8, яка складається лише з частини автомагістралі між Coenplein та Assendelft.